# Medina de Rioseco
Medina de Rioseco ist eine nordspanische Kleinstadt und Hauptort einer Gemeinde (municipio) mit 4.537 Einwohnern (Stand: 2024) in der Provinz Valladolid der Autonomen Gemeinschaft Kastilien-León. Das Stadtzentrum ist wegen seiner kulturellen Bedeutung als Conjunto histórico-artístico anerkannt.

## Lage
Medina de Rioseco liegt am Río Sequillo in der kastilischen Hochebene in einer Höhe von etwa 735 m. Die Provinzhauptstadt Valladolid befindet sich etwa 42 km (Fahrtstrecke) südöstlich; die Stadt Palencia ist gut 56 km in nordöstlicher Richtung entfernt. Das Klima im Winter ist durchaus kalt, im Sommer dagegen warm bis heiß; die eher spärlichen Regenfälle (ca. 420 mm/Jahr) fallen überwiegend im Winterhalbjahr.

## Bevölkerungsentwicklung
| Jahr      | 1842  | 1900  | 1950  | 2000  | 2016  |
| Einwohner | 5.333 | 4.726 | 5.054 | 4.902 | 4.803 |

Trotz der Reblauskrise im Weinbau und der Mechanisierung der Landwirtschaft ist die Einwohnerzahl der Kleinstadt im Wesentlichen konstant geblieben.

## Wirtschaft
Die Landwirtschaft spielte seit jeher die wichtigste Rolle für die Bevölkerung der Region, doch bereits im Mittelalter entwickelten sich auch Handwerk und Handel. Im 18. Jahrhundert wurde der Ort in die Planungen für den Canal de Castilla angeschlossen, dessen südwestliches Ende er seitdem bildet. In der zweiten Hälfte des 20. Jahrhunderts hat auch der Tourismussektor größere Bedeutung erlangt.

## Geschichte
In vorrömischer Zeit gehörte die Region zum Siedlungsgebiet des keltischen Volksstamms der Vaccäer; später kamen Römer und Westgoten. Im 8. Jahrhundert wurde das Gebiet von den Mauren überrannt, doch bereits im 9. Jahrhundert eroberten asturisch-leonesische Heere die Gebiete nördlich des Duero zurück (reconquista). Ende des 10. Jahrhunderts machte der maurische Heerführer Almansor die christlichen Erfolge vorübergehend wieder zunichte, aber im 11. Jahrhundert dehnte das Königreich León sein Herrschaftsgebiet erneut bis zur Duero-Grenze aus. Nach vorangegangenen Versuchen vereinigte sich León im Jahr 1230 endgültig mit dem Königreich Kastilien. Von 1423 bis 1705 residierten die Almirantes de Castilla in Medina de Rioseco; während dieser Zeit genoss die Stadt zahlreiche Privilegien. Seine Blütezeit erlebte der Ort jedoch im ausgehenden Mittelalter und in der frühen Neuzeit, doch erst unter König Philipp IV. (reg. 1621–1665) erhielt er die vollen Stadtrechte. Am 14. Juli 1808 fand vor den Toren der Stadt eine Schlacht zwischen spanischen und französischen Heereseinheiten statt, deren verlustreicher Ausgang die Plünderung der Stadt zur Folge hatte.

## Sehenswürdigkeiten

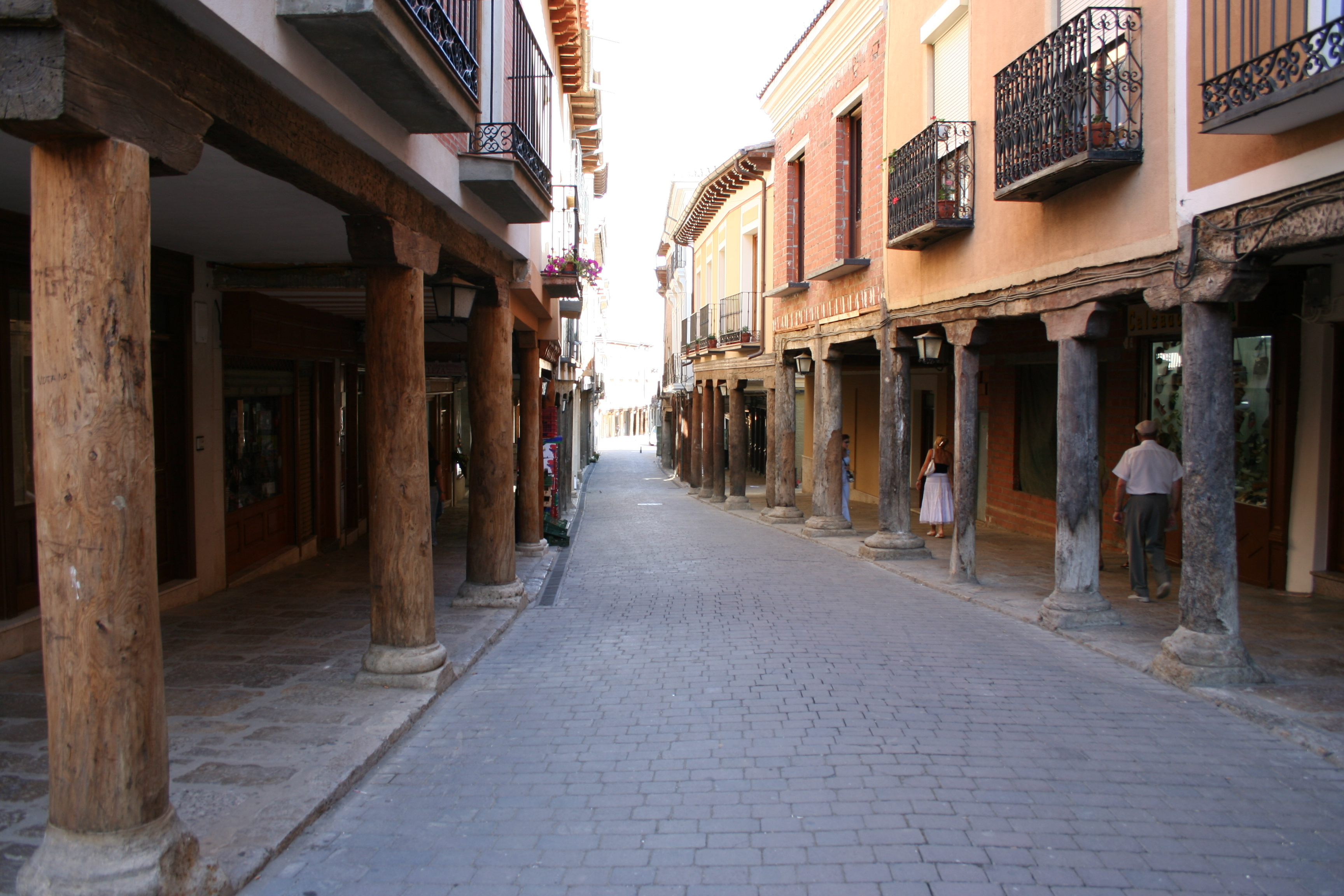
Portikus-Häuser (soportales)

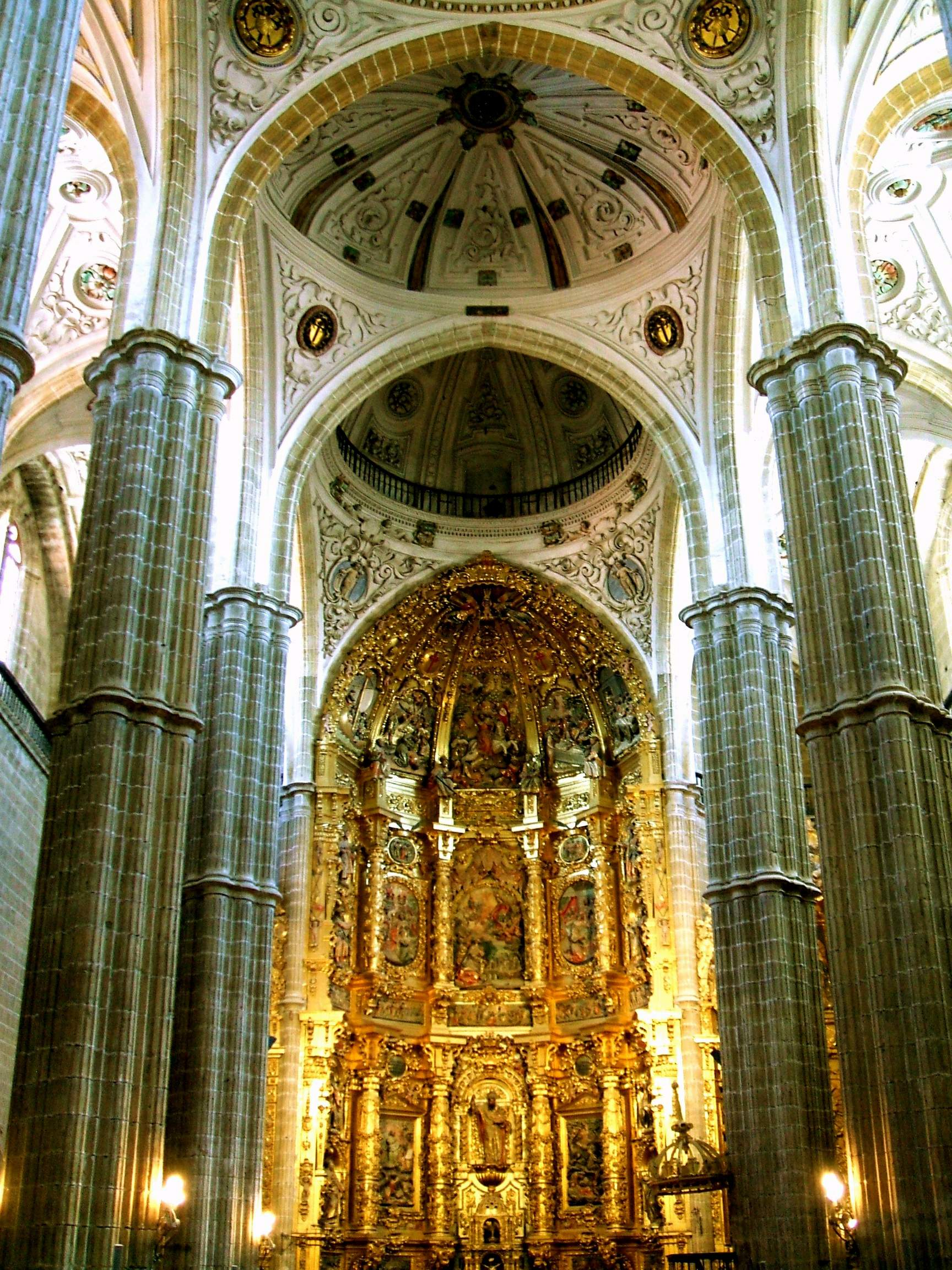
Barocker Hochaltar der Iglesia de Santiago Apóstol

- Das ehemals mauerumgürtete Stadtzentrum mit seinen von Portikus-Häusern gesäumten Gassen und Straßen sowie den Kirchen und Konventen ist als Conjunto histórico-artístico anerkannt. Drei Stadttore sind noch erhalten.
- Auf dem höchsten Punkt der Stadt erhebt sich die spätgotische Iglesia de Santa María de Mediavilla; ihr barocker Turm mit abschließender Kuppel und aufsitzender Laterne wurde erst im 17. Jahrhundert fertiggestellt. Besonders beachtenswert ist das Südportal mit seinen Archivolten und dem hochgezogen Kielbogen in der Mitte. Es wird begleitet von zwei hohen seitlichen Fialen, zwischen denen Blendmaßwerk und steinerne Wappenschilde zu sehen sind, die bereits auf die Renaissance verweisen. Das dreischiffige Innere der Hallenkirche wird von geschwungenen Sterngewölben überspannt und endet in der Hauptapsis mit ihrem barocken Altarretabel. Auch die üppige Ausgestaltung der Capilla de los Benavente verdient Beachtung.
- Die Iglesia de Santiago Apóstol ist dem Apostel Jakobus geweiht, dem Schutzpatron der Reconquista und ganz Spaniens. Während die Fassade der Kirche sehr streng und geradlinig gestaltet ist, zeigen die kannelierten Bündelpfeiler und Kuppeln (Mittelschiff) bzw. Gewölbe (Seitenschiffe) deutlich ihren barocken Ursprung. Von besonderem Glanz und handwerklicher Kunstfertigkeit zeugen die Schnitzereien und Malereien am spätbarocken Hochaltar. Auch das platereske Südportal der Kirche mit seinem Figurenreichtum ist beachtenswert.
- Die Fassade der Iglesia de Santa Cruz bezeugt die Kenntnis des Architekten von der Jesuitenkirche Il Gesù in Rom. Heute beherbergt der Kirchenbau das Museo de Semana Santa.
- Der ehemalige Konvent des Franziskanerordens und die Iglesia de San Francisco befinden sich im Süden der Stadt. Das Kloster wurden von der Familie Enríquez gestiftet, deren Mitglieder in der Capilla Mayor der Kirche beigesetzt wurden. Sowohl die Kirche als auch die noch existierenden Nebengebäude wie der Kapitelsaal und das Refektorium beherbergen heute ein Museum für sakrale Kunst.
- Der Convento de Santa Clara (Klarissenorden) und der Convento de San José (Karmelitinnen) bezeugen die Anwesenheit anderer religiöser Ordensgemeinschaften.
- Das langgestreckte Gebäude El Torno oder El Diezmo diente einstmals als Getreidespeicher (pósito).

## Wichtige Persönlichkeiten
- Alfonso Enríquez (1354–1429), Almirante de Castilla und Señor de Medina de Rioseco
- Francisco de Saucedo (?–1520), Eroberer des Aztekenreichs als Begleiter von Hernán Cortés
- Gaspar de Espinosa (um 1483–1537), Entdecker, Conquistador und Gouverneur der Insel Hispaniola, Finanzier Francisco Pizarros
- Fernando Enríquez de Velasco (?–1542), seit 1538 erster Träger des Herzogtitels des von Karl V. geschaffenen Ducado de Medina de Rioseco
- Juan Jufré (1516–1578), Eroberer Chiles als Begleiter von Pedro de Valdivia, erster Bürgermeister (alcalde) von Santiago de Chile
- Bartolomé de Medina (um 1527–1580), Dominikaner und Ordenspriester in Salamanca
- Carlos Amigo Vallejo (1934–2022), Erzbischof von Tanger und Erzbischof von Sevilla